# Carl Fornia

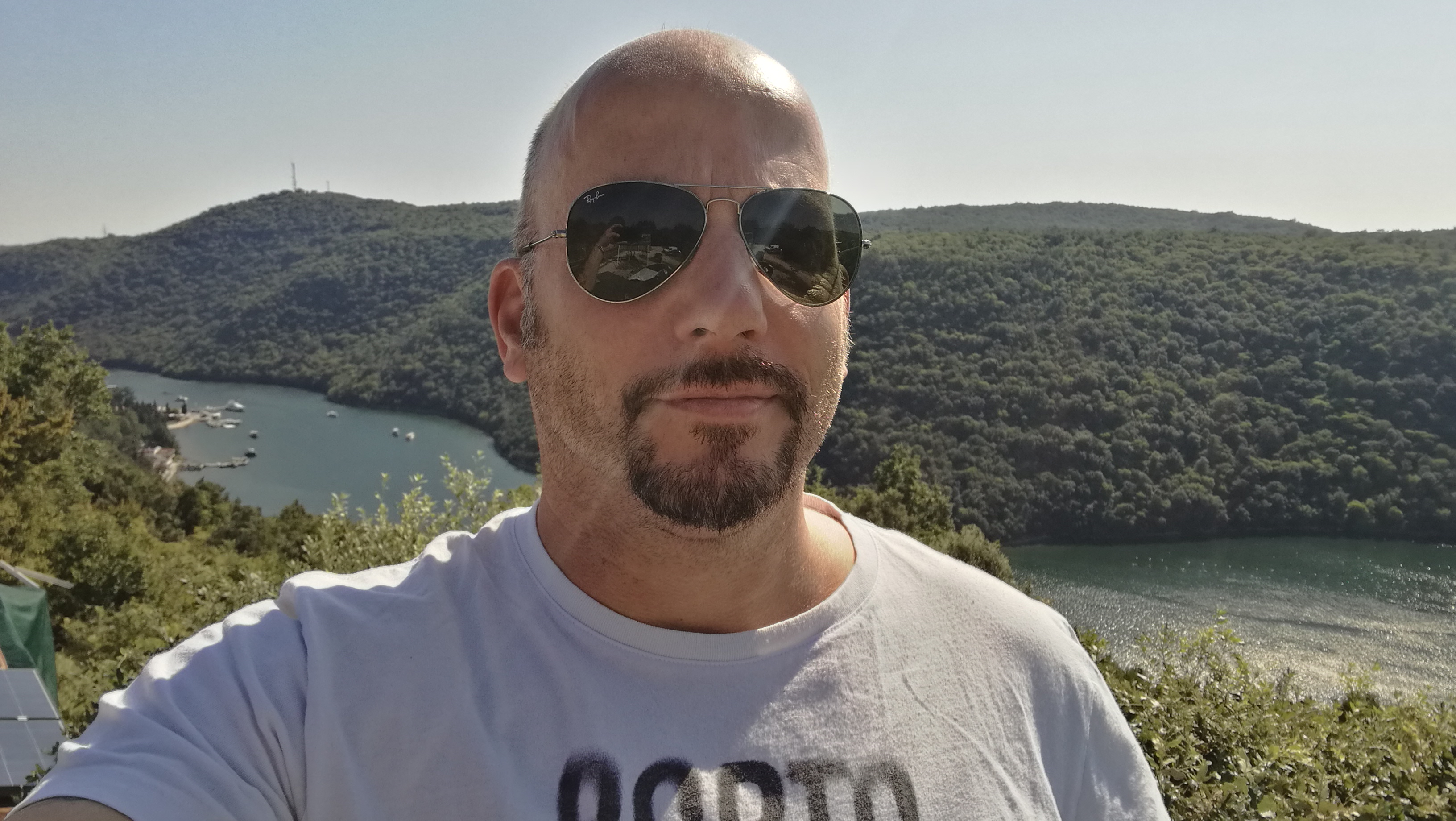
Carl Fornia 2018

Carl Fornia (* 11. April 1968 in Hamburg, bürgerlich Karl-Heinz „Kalle“ Engler) ist ein deutscher Musiker.

## Biografie
Carl Fornia begann seine musikalische Ausbildung am Schlagzeug, spielte danach E-Bass und ist seit 1987 Gitarrist. Fornia spielt als Gründungsmitglied und Gitarrist in der Musikgruppe Mono Inc. Frühere Stationen waren 1996 bis 1998 die Bands Wild Thing und in den Jahren 2003 bis 2004 Morris sowie die Vorgängerband von Mono Inc., genannt Mono69.
Er ist der Bruder von Mono Inc.-Frontmann Martin Engler.

## Diskografie

### Alben
- 1997: Wild Thing - Twang!, (Virgin Records)
- 2003: Mono Inc. - Head Under Water
- 2004: Mono Inc. - Head Under Water (Re-Release)
- 2004: Morris - The Right Thing
- 2007: Temple of the Torn
- 2008: Pain, Love & Poetry
- 2009: Voices of Doom
- 2011: Viva Hades
- 2012: After the War
- 2013: Nimmermehr
- 2015: Terlingua
- 2016: Mono Inc. Live
- 2017: Together Till the End
- 2018: Welcome to Hell
- 2019: Symphonic Live
- 2020: The Book of Fire
- 2021: Melodies in Black
- 2023: Ravenblack

## Fußball
Carl Fornia war aktiv als Fußball-Trainer. Letzte Trainer-Station war SV Eichede bis Sommer 2018 mit den C-Junioren in der Oberliga Schleswig-Holstein. Danach übernahm er das Amt des 1. Vorsitzenden des Vereins Sportfreunde Grande-Kuddewörde.
Aktiv spielt er in der SG B404, die eine Spielgemeinschaft zwischen dem TSV Trittau und den Spfr. Grande-Kuddewörde darstellt.

## NoCut Entertainment
In der Plattenfirma und Booking-Agentur NoCut Entertainment bekleidet Fornia den Posten eines geschäftsführenden Gesellschafters seit 2003. Die Firma vertritt Künstler wie Joachim Witt, Lacrimas Profundere, Hell Boulevard, Manntra, Palast (Sascha Gerstner), Tanzwut, Storm Seeker, Eisfabrik und Alienare.